# Jewgienija Isakowa
Jewgienija Isakowa (Евгения Исакова; ur. 27 listopada 1978 w Leningradzie) – rosyjska płotkarka.

## Sukcesy
| Rok  | Rodzaj zawodów                          | Miasto   | Miejsce | Czas    |
| ---- | --------------------------------------- | -------- | ------- | ------- |
| 2006 | Mistrzostwa Europy w Lekkoatletyce 2006 | Göteborg | 1.      | 53,93 s |
| 2007 | Mistrzostwa Świata w Lekkoatletyce 2007 | Osaka    | 6.      | 54,50 s |

## Rekordy życiowe
- 400 m – 52,14 s
- 400 m ppł – 53,93 s